# Parabathyscia latialis
Parabathyscia latialis es una especie de escarabajo del género Parabathyscia, familia Leiodidae Fue descrito por primera vez por René Gabriel Jeannel en 1911.

## Distribución
Esta especie se encuentra en Italia.